# Мињокао
Мињокао (порт. minhocão) назив је за створење које наводно живи у шумама Јужне Америке. Наводно изгледа као гигантски црв, са крљуштима и црном кожом. Сматра се да живи под земљом и да производи огромне ровове када копа. Криптозоолог Карл Шукер је изјавио како би ова животиња могла бити гигантски безноги водоземац. Међутим, највећи безноги водоземци су много мањи од овог створења. Последње виђење се десило 1970. године.